# 阿瓦薩足球會
阿瓦薩足球會(Hawassa Kenema FC)是一支位於埃塞俄比亞阿瓦薩的職業足球會，目前於埃塞俄比亞足球甲級聯賽角逐。

## 榮譽
- 埃塞俄比亞足球甲級聯賽: 2

2004, 2007
- 埃塞俄比亞盃: 1

2005

## 在CAF比賽表現
- 非洲聯賽冠軍盃: 2 次

2005 - 預賽
2008 - 預賽
- 非洲聯盟盃: 1 次

2006 - 預賽
- CAF Cup: 1 次

2000 - 第2圏

## 外部連結
- Club logo （页面存档备份，存于）